# Селце (Добричская область)
Селце (болг. Селце) — село в Болгарии. Находится в Добричской области, входит в общину Каварна. Население составляет 124 человека.

## Политическая ситуация
Кмет (мэр) общины Каварна —  Цонко Здравков Цонев (независимый) по результатам выборов в правление общины.